# Orbulinoides
Orbulinoides es un género de foraminífero planctónico de la subfamilia Porticulasphaerinae, de la familia Globigerinidae, de la superfamilia Globigerinoidea, del suborden Globigerinina y del orden Globigerinida. Su especie tipo es Porticulasphaera beckmanni. Su rango cronoestratigráfico abarca el Bartoniense inferior (Eoceno medio).

## Descripción
Orbulinoides incluía especies con conchas trocoespiraladas, y de forma esférica; inicialmente trocospira plana, después alta, y finalmente estreptoespiralada; sus cámaras eran inicialmente subglobulares a hemiesféricas, creciendo en tamaño de manera gradual, con 5,5 a 6.5 cámaras en el estadio inicial, y una última cámara esférica inflada con un tamaño desproporcionado, la cual cubre el lado umbilical; sus suturas intercamerales eran rectas o curvas e incididas; su contorno ecuatorial era circular; su periferia era ampliamente redondeada; su ombligo estaba oculto bajo la última cámara esférica; en el estadio inicial su abertura principal era interiomarginal, umbilical (intraumbilical), con forma de arco pequeño; en el estadio final, presentaba numerosas y pequeñas aberturas arqueadas situadas en la base de la cámara final y unas pocas aberturas suturales suplementarias en el lado espiral; presentaban pared calcítica hialina radial, perforada con poros en copa, y superficie reticulada y espinosa (con bases de espinas).

## Discusión
Algunos autores propusieron Orbulinoides como nombre sustituto de Porticulasphaera, ya que este género había sido mal descrito al malinterpretar y utilizar una especie tipo que parecía pertenecer al género Globigerapsis. Para definirla, propusieron como especie tipo a beckmanni, una especie que había sido originalmente definida como perteneciente al género Porticulasphaera. Sin embargo, el verdadero autor de Orbulinoides se había adelantado unos meses antes al definir el género, utilizando la misma especie tipo, pero con unas características que no se ajustaban al concepto taxonómico dado a Porticulasphaera. Especialistas posteriores consideraron Orbulinoides un sinónimo subjetivo posterior de Globigerapsis. Sin embargo, aparte de las diferencias morfológicas notoriamente visibles, Orbulinoides presenta una pared distintivamente espinosa, a diferencia de Globigerapsis que tiene pared muricada. Dado que algunos autores están en desacuerdo con que Globigerapsis tenga pared muricada, y consideran este género un sinónimo subjetivo posterior de Globigerinatheka, la principal diferencia asignada a Orbulinoides es la presencia de numerosas aberturas secundarias suturales, así como de unas pocas aberturas areales, algo nunca visto en Globigerinatheka (o en Globigerapsis). La evolución de Orbulinoides a partir de Globigerinatheka podría ser similar a la posterior evolución del linaje Praeorbulina-Orbulina en el Mioceno a partir de Globigerinoides.

## Paleoecología
Orbulinoides incluía especies con un modo de vida planctónico, de distribución latitudinal cosmopolita, preferentemente subtropical a templada, y habitantes pelágicos de aguas superficiales (medio epipelágico superior).

## Clasificación
Orbulinoides incluye a la siguiente especie:
- Orbulinoides beckmanni †

Otra especie considerada en Orbulinoides es:
- Orbulinoides agglutinatum †